# William Chandler Roberts-Austen
William Chandler Roberts-Austen (Kennington, 3 de Março de 1843 — Londres, 22 de Novembro de 1912) foi um metalúrgico inglês.
Notório por suas pesquisas sobre as propriedades físicas dos metais. A austenita foi assim batizada em sua homenagem.
Como professor de metalurgia na Royal School of Mines em Londres, Roberts Austen conduziu extensivos estudos sobre os efeitos de impurezas nas propriedades mecânicas de metais puros. Foi coroado cavaleiro pela coroa inglesa em 1899, tornando-se Sir William Chandler Roberts-Austen.